# Extreme Park Roza Jútor

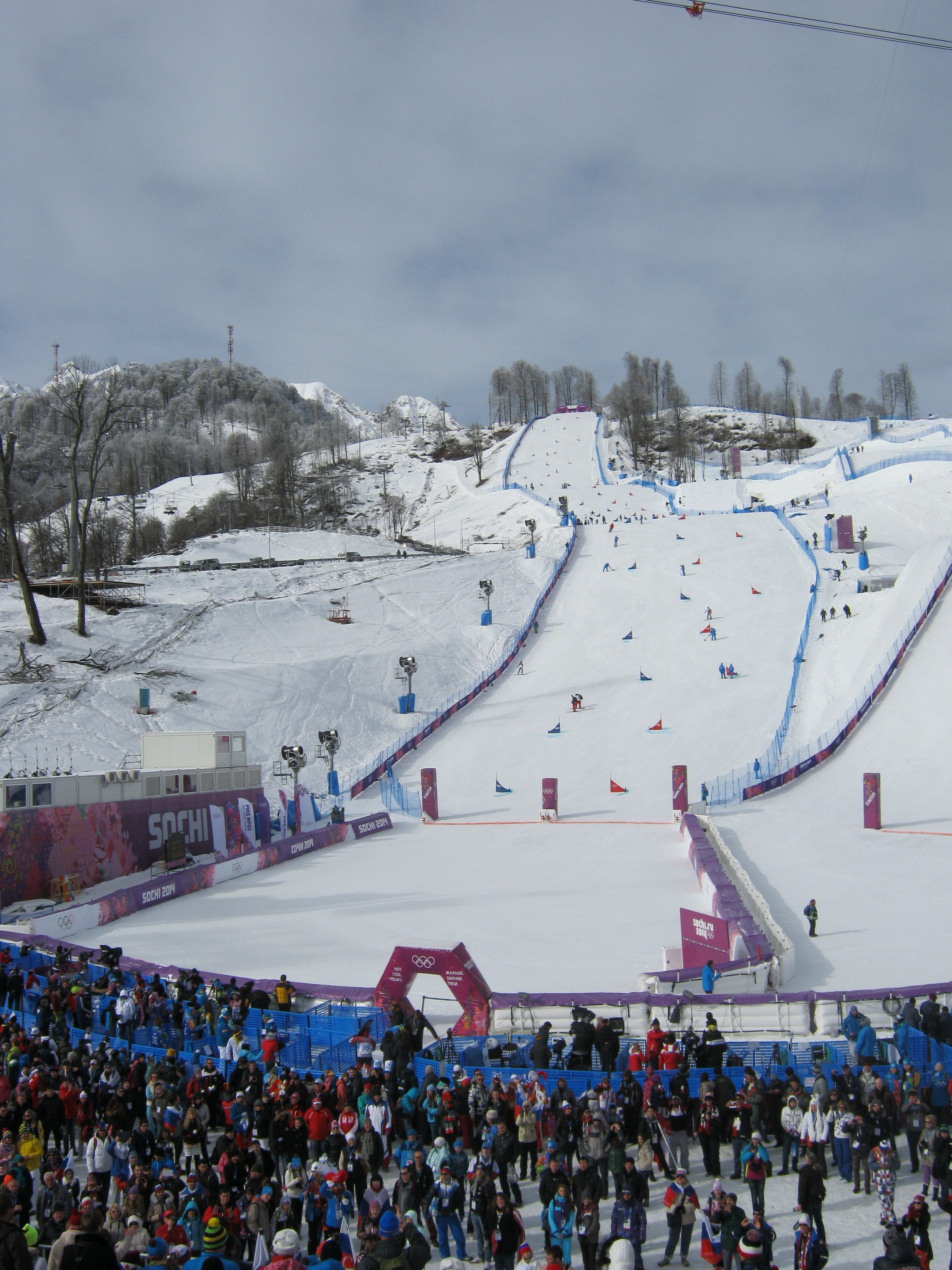
Vista de una pista de esquí del Extreme Park Roza Jútor durante las olimpiadas de invierno de 2014.

Extreme Park Roza Jútor (en ruso, Экстрим-парк Роза Хутор, Ekstrim-park Roza Jutor) es una estación de esquí en Krásnaya Poliana, Sochi (Rusia), sede de las competiciones de esquí acrobático y snowboard en los Juegos Olímpicos de 2014.
Está ubicado en la ladera norte de las montañas Aibga, distrito de Adler, 90 km al este de Sochi, cerca del Centro de Esquí Roza Jútor.
Consta de seis pistas diferentes distribuidas en dos estadios: en el estadio PSX (capacidad para 6500 personas) se encuentran las pistas de slopestyle, de campo a través (snowboard y esquí) y de eslalon paralelo; en el estadio HAM (4000 personas) las pistas de halfpipe, saltos de altura o aerials y de baches.